# That Joke Isn't Funny Anymore
That Joke Isn't Funny Anymore è un brano della band inglese The Smiths, pubblicato come singolo il 1º luglio del 1985 dalla Rough Trade.
Il disco raggiunse la posizione numero 49 nella Official Singles Chart, la più bassa di tutta la carriera artistica della band.

## Realizzazione
"Quando ho scritto questo brano ero talmente stanco di tutte quelle vecchie domande giornalistiche e delle persone che cercano, si sa, di trascinarmi verso il basso e dimostrare che ero un falso completo. Ed ero stanco di questo, perché mi sembrava che, come le persone all'interno del contesto della musica pop, anche le persone all'interno dell'industria musicale, non avevano molta fiducia nella musica pop come una forma d'arte. E volevano veramente liberarsi di tutte quelle persone che, come me, stavano cercando di dare un qualche senso a tutta l'intera faccenda. E l'ho trovato davvero angosciante." (Morrissey intervistato dal Melody Maker, 1985)
Primo singolo tratto dall'album Meat Is Murder, prodotto dagli stessi Smiths con l'apporto di Stephen Street come ingegnere del suono, That Joke Isn't Funny Anymore è da molti considerato uno dei picchi emotivi del secondo album della band. La voce cantilenante di Morrissey si ripete in una miriade di tracce vocali che si intrecciano tra loro e con il suono della chitarra acustica di Marr arricchita di effetti, permettendo al cantante di armonizzare con se stesso.
La copertina ritrae una foto raffigurante uno sconosciuto attore-bambino ucraino che appare nel film The Enchanted Desna di Julia Solntseva, del 1965. Sul vinile dei 7" e del 12" è incisa la frase: OUR SOULS, OUR SOULS, OUR SOULS.

## Testo
Secondo voci fondate il testo del brano è riferito ad un giornalista britannico col quale Morrissey avrebbe avuto una relazione amorosa. La canzone parla comunque degli effetti del bullismo sulla fiducia e la psicologia degli individui: When you laugh about people who feel so very lonely / their only desire is to die ("quando si ride di persone che si sentono sole / il loro unico desiderio è di morire").
La rima I've watched this happen in other people's lives and now it's happened in ours è una frase tratta dal film Primo amore (Alice Adams) diretto da George Stevens, nel 1935, basato sulla storia di due donne che soffrono per la modesta condizione sociale in una piccola città americana.

## Tracce
- UK 7"

1. That Joke Isn't Funny Anymore - 3:49
2. Meat is Murder (live at Oxford, 18 marzo 1985) - 5:34

- UK 12"

1. That Joke Isn't Funny Anymore - 4:57
2. Nowhere Fast (live at Oxford, 18 marzo 1985) - 2:31
3. Stretch Out and Wait (live at Oxford, 18 marzo 1985) - 2:55
4. Shakespeare's Sister (live at Oxford, 18 marzo 1985) - 2:12
5. Meat is Murder (live at Oxford, 18 marzo 1985) - 5:34

## Formazione
- Morrissey – voce
- Johnny Marr – chitarra, pianoforte
- Andy Rourke – basso
- Mike Joyce – batteria